# Brent Burns
Brent Burns (Barrie, 9 marzo 1985) è un hockeista su ghiaccio canadese.

## Palmarès

### Mondiali
- 2 medaglie:
  - 1 oro (Repubblica Ceca 2015)
  - 1 argento (Canada 2008)